# 人體冷凍機構
人體冷凍機構（英語：Cryonics Institute）是一間提供人體冷凍服務的非牟利機構，該機構是現時美國第二大提供人體冷凍服務的供應商。

## 歷史
人體冷凍機構創立於1976年，並在同年首次進行人體冷凍服務。現時人體冷凍機構機構的總部位於美國密歇根州。人體冷凍服務主要是為其會員在法律上被宣佈死亡後，将遗体以液態氮保存。人體冷凍機構由世界首位提出人體冷凍技術概念的罗伯特·埃丁格成立。罗伯特·埃丁格於1962年出版了《The Prospect of Immortality》，提出以人體冷凍概念達到長生不老。

## 費用
截止2025年5月，人體冷凍機構的會員收費為每年120美元，會員亦可成為終身會員，終身會員費用收費為1250美元。人體冷凍終身會員的全身人體冷凍服務及貯存的收費為28,000美元，非終身會員 （即年費會員） 則為35,000美元，非會員則為45,000美元。另外，人體冷凍還設有隨時候命及運輸服務 （Standby and Transportation Services），收費則是88,000美元至95,000美元。

## 服務人數及會員人數
直至2025年3月，人體冷凍機構共有1995名會員，336名會員向暫停生命機構 (Suspended Animation, Inc.)簽下協議獲提供候命及運輸服務。該會共有268人接受了人體冷凍保存服務，及有279隻寵物接受了冷凍保存服務。該會透過液態氮保存了371個人體基因樣本。此外，直至2014年11月，該機構也透過液態氮保存了57個寵物基因樣本，並有562名會員己向人體冷凍機構簽下協議，會在法律上宣佈死亡後提供冷凍服務。

## 外部連結
- 人體冷凍機構（页面存档备份，存于）
- 歐洲人體冷凍機構 （页面存档备份，存于）
- LONG LIFE (formerly THE IMMORTALIST) magazine （页面存档备份，存于）
- 暫停生命機構 （页面存档备份，存于）